# بيدرو ألفاريز بيريرا
بيدرو ألفاريز بيريرا (بالبرتغالية: Pedro Álvares Pereira‏)(؟؟ -14/13 أغسطس 1385) هو أحد نبلاء البرتغال في القرن الرابع عشر هو من عائلة بيريرا العريقة ؛ بحيث أنها هو شقيق الأكبر لـكونستابل البرتغال نونو ألفاريز بيريرا وحفيد لأحدى أساقفة براغا، كان والده برايور كراتو.
أصبح حليفاً لـ ليونورا حاكمة البرتغال في 1383 خلال أزمة 1383-85، وساند خوان الأول ملك قشتالة الغازي في معركة أتوليروس عام 6 أبريل 1384، بينما دخل أخوه الأصغر في طرف معادي لهم حيث ساند مطالب جواو فارس أفيس، ولكنه هو القشتاليين انهزموا هزيمة ناكرة على يد قوات شقيقه المعادية، كان واحد من قلائل الناجيين من معارك أزمة الخلافة، ولكن في معركة ألجوباروتا الحاسمة في 14 أغسطس 1385 لقى حتفه بعد قيادة الجيوش الغزاة إلى جنوب البرتغال.

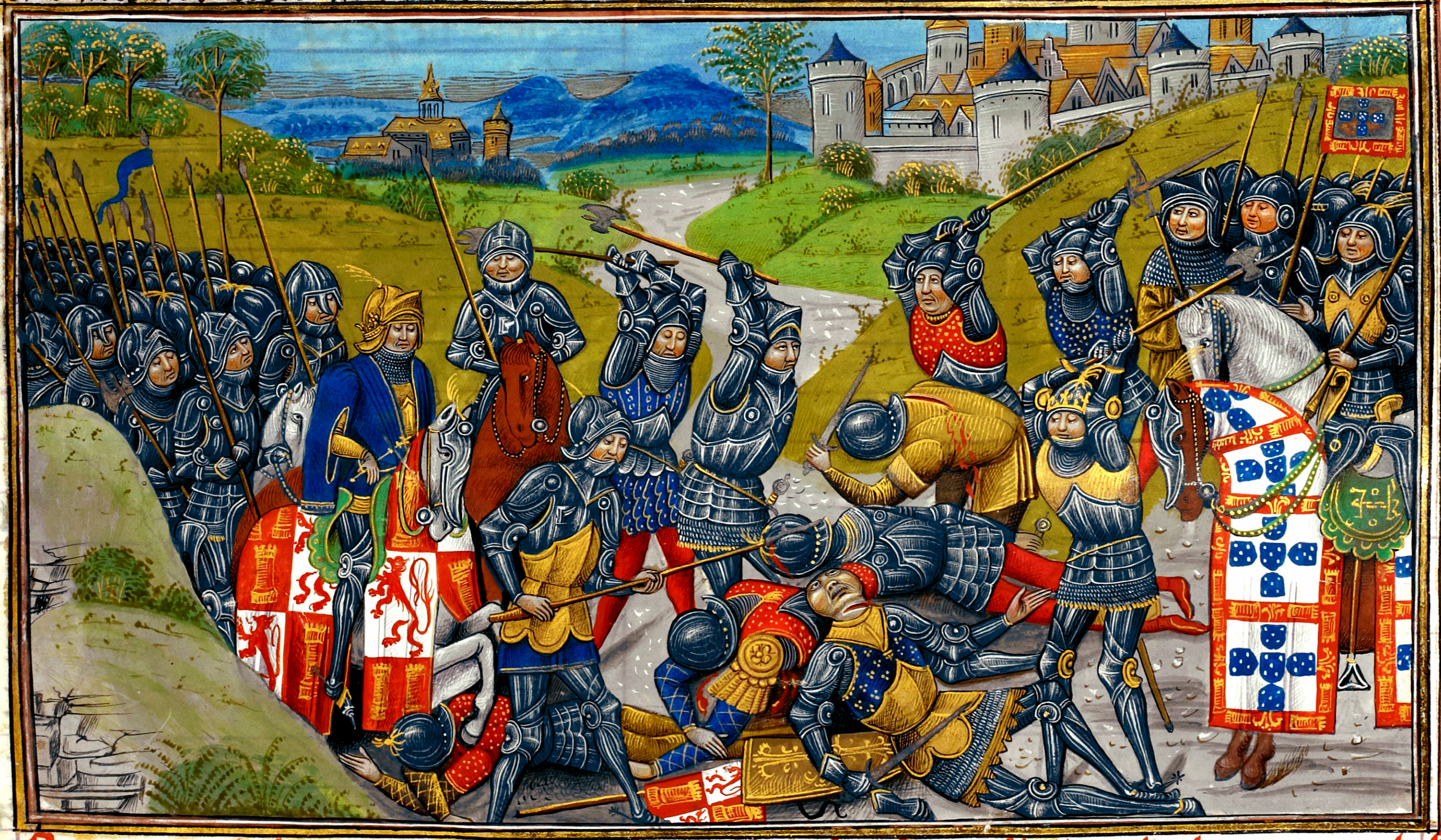
معركة ألجوباروتا